# Danh sách loài guốc lẻ theo số lượng
Đây là một danh sách các loài guốc lẻ theo số lượng toàn cầu.
Danh sách này không phải là toàn diện, không phải tất cả động vật móng guốc có số lượng chính xác.
| Tên thông thường   | Tên khoa học                  | Số lượng        | Tình trạng | Xu hướng   | Ghi chú                                                                                                   | Hình ảnh |
| ------------------ | ----------------------------- | --------------- | ---------- | ---------- | --- | -------- |
| Tê giác Java       | Rhinoceros sondaicus          | 74              | CR         | ổn định    | Ước tính gần đây nhất (2020)                                                                              |          |
| Tê giác Sumatra    | Dicerorhinus sumatrensis      | <80             | CR         | [ 2 ]      | Ước tính tối đa.                                                                                          |          |
| Ngựa Przewalski    | Equus ferus przewalskii       | 306             | EN         | [ 3 ]      | Chỉ tính cá thể tự nhiên. Trước đây tuyệt chủng trong tự nhiên.                                           |          |
| Lừa hoang châu Phi | Equus africanus               | 600             | CR         | [ 4 ]      | Ước tính tối đa. Một dân số nhỏ có thể vẫn còn tồn tại ở Somalia.                                         |          |
| Ngựa vằn Grevy     | Equus grevyi                  | 1966 – 2447     | EN         | [ 5 ]      | |          |
| Heo vòi núi        | Tapirus pinchaque             | 2500            | EN         | [ 6 ]      | Ước tính tối đa.                                                                                          |          |
| Tê giác Ấn Độ      | Rhinoceros unicornis          | 2 100-2 200     | VU         | [ 7 ]      | |          |
| Tê giác đen        | Diceros bicornis              | 4880            | CR         | [ 8 ]      | Bốn phân loài: Nam-trung (2220), Nam-tây (1920), Đông (740), và Tây (0; gần đây được xem là tuyệt chủng). |          |
| Heo vòi Baird      | Tapirus bairdii               | 5500            | EN         | [ 9 ]      | Ước tính tối đa.                                                                                          |          |
| Lừa rừng Trung Á   | Equus hemionus                | 8358            | EN         | [ 10 ]     | |          |
| Tê giác trắng      | Ceratotherium simum           | 20 170          | NT         | Giảm       | |          |
| Ngựa vằn núi       | Equus zebra                   | 26 500          | VU         | Không biết | Hai phân loài: Hartmann (25 000) & Cape (1500).                                                           |          |
| Lừa hoang Tây Tạng | Equus kiang                   | 60 000 – 70 000 | LC         | [ 13 ]     | |          |
| Ngựa vằn đồng bằng | Equus quagga                  | 660 000         | LC         | [ 14 ]     | |          |
| La                 | Equus asinus x Equus caballus | 10 000 000      | Thuần hóa  |            | |          |
| Lừa                | Equus africanus asinus        | 40 000 000      | Thuần hóa  |            | |          |
| Ngựa               | Equus ferus caballus          | 58 000 000      | Thuần hóa  |            | |          |